# Fussballclub Sankt Gallen 1879
El Fussballclub Sankt Gallen 1879 és un club de futbol suís de la ciutat de Sankt Gallen.
Fundat el 1879, el Sankt Gallen és el club degà de Suïssa i el segon fundat a l'Europa continental. L'any 2008 inaugurà el nou AFG Arena, l'estadi que substituí l'estadi Espenmoos. Al llarg de la seva història ha guanyat dues lligues suisses (1904, 2000) i una Copa suïssa de futbol (1969).

## Jugadors destacats

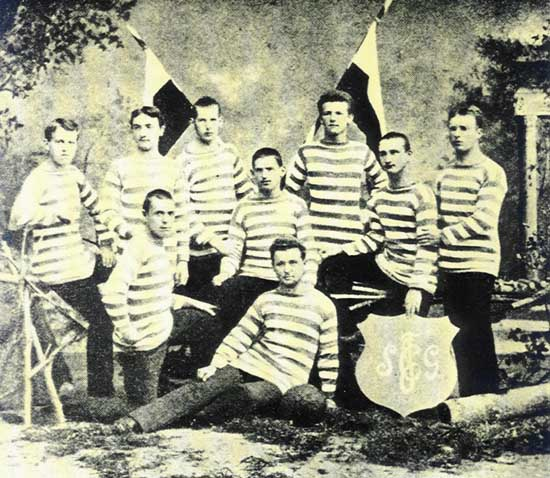
Plantilla del St. Gallen el 1881

- Charles Amoah
- Tranquillo Barnetta
- José Cardozo
- Carlos Chaile
- Willi Dürrschnabel
- Leandro Fonseca
- Ionel Gane
- Radosław Gilewicz
- Eduardo Hurtado
- Siegfried Mauerhofer
- Luiz Filho Jairo
- Everson Ratinho
- Jörg Stiel
- Marco Tardelli
- Hakan Yakın
- Iván Zamorano
- Marc Zellweger
- Marco Zwyssig
- Hugo Rubio
- Fabian Estay
- Frankie Hejduk
- Goran Ljubojević